# Anaxyrus canorus
Anaxyrus canorus је водоземац из реда жаба (Anura) и фамилије Bufonidae. 

## Угроженост
Ова врста се сматра угроженом.

## Распрострањење
Ареал врсте је ограничен на једну државу. 
Сједињене Америчке Државе су једино познато природно станиште врсте.

## Станиште
Станишта врсте су шуме, планине, језера и језерски екосистеми и слатководна подручја. 